# Thymoites bellissimus
Thymoites bellissimus es una especie de araña araneomorfa del género Thymoites, familia Theridiidae. Fue descrita científicamente por L. Koch en 1879.
Habita en Suecia, Finlandia, Rusia y China.